# Leptodirini
Leptodirini es una tribu de coleópteros polífagos perteneciente a la familia Leiodidae. Se distribuyen por el Holártico. Contiene 750 especies.